# 德温
德温（羅馬化：Dowin，羅馬化：Dvin，羅馬化：Doýbios或，转写：Tíbion；[دَبِيل] 错误：{{Langx}}：拉丁字母轉寫第 6 個字元「或」不是拉丁字母。（帮助）；古文献中亦作或）， 又译「德文」「德汶」，曾为一大型商业城市及中世纪前期亞美尼亞之都城。其处于亚美尼亚历史上前座古都阿尔塔沙特（羅馬化：Artašat）城以北，在现代之埃里温东南18千米。古都之所在如今唯余一大丘，落于今日赫纳别尔德及上德温之间，其丘即在贯穿赫纳别尔德之主路旁。自1937年在德温开始的系统性发掘已考得大量物件，使5世纪至13世纪的亚美尼亚文化得以照见一角。从1995年起此处遗址得由亚美尼亚列入其世界遗产名录之预备名单。

## 城名
古时亚美尼亚文献恒称呼古城德温以即之名，尽管或之称亦渐而广传。日后之著者更青睐之称，是为学术著作中最为通用的形式。摩西·霍列纳齐（羅馬化：Movses Xorenac’i）认为此词汇源于中古伊朗语，意为「山丘」，现代学术著作亦有从之，然此解释实际上源自对拜占庭的法夫斯托斯（羅馬化：P’avstos Bowzand）的一处误解，于波斯语言中无法寻得此词之与「山丘」意义的明确联系。

## 历史

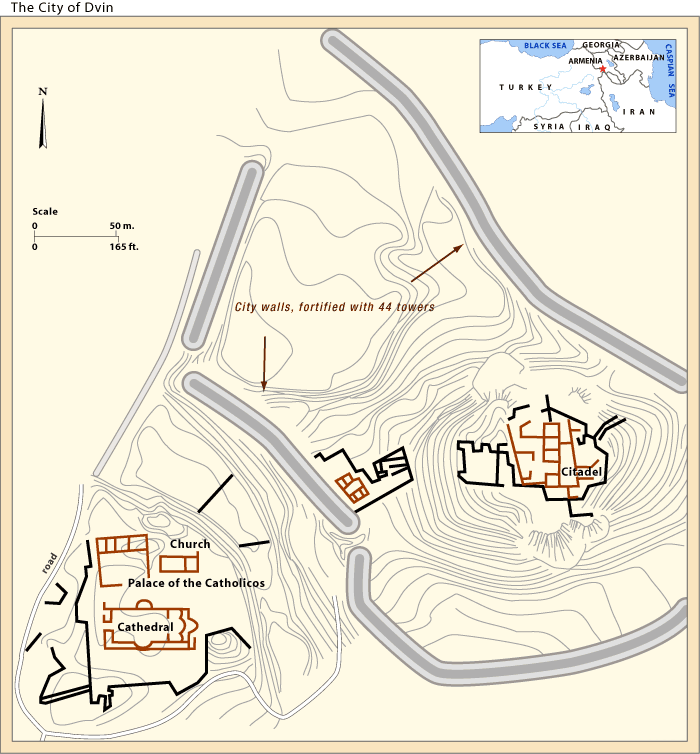
德温地图

古城德温由库斯老三世建于335年，坐落于一处前三千纪之古代聚落及堡垒所在地之上。自是德温城即作亚美尼亚阿薩希德王朝列王主要之居处。城中坐拥居民约十万人，其民从事多种行业，有工艺美术、贸易、渔业等等。
380年代拜占庭同萨珊波斯瓜分亚美尼亚，其西部为罗马所有，东部则于波斯辖下保持王国地位。428年亚美尼亚王国沦亡后，德温即成为萨珊王朝指派的总督（英語：marzban）、拜占庭的殿中监及其后倭马亚王朝和阿拔斯王朝指派的总督（英語：ostikan）之驻地。于阿萨希德王朝治下，德温甚为繁荣，为君士坦丁堡以东人口最为阜盛、财富最为丰隆的城市之一。城市之繁荣甚至于罗马及萨珊波斯瓜分亚美尼亚后、德温成为波斯属亚美尼亚行省之治所时仍然持续。
德温于一段时期之内为亚美尼亚使徒教会的中心，自5世纪后期起卡托利科斯之居所从瓦加尔沙帕特迁至其处，并有数次公会议（英語：Council）召开于此城。其第一次开于506年，是次会议中亚美尼亚教会对聂斯脱里主义加以挞伐，且表现出不接受451年迦克墩公会议之成果的倾向，惟后者未正式宣布；其第二次开于约50年后，正式宣告亚美尼亚教会之拒绝迦克墩会议成果，后公教会及正教会皆视亚美尼亚教会为持基督一性论立场之教会。
于穆斯林征服的高峰期，德温渐而变为侵掠目标。据谢别奥斯及卡托利科斯史学家约翰五世（羅馬化：Hovhannes V Drasxanakertc’i）所述，德温于君士坦斯二世及卡托利科斯以斯拉治下陷落。阿拉伯征服亚美尼亚期间，城市于640年之第一次突袭中遭攻占并抢掠。642年1月6日，阿拉伯人暴攻德温而占领之，死者枕藉。德温成为亞爾明尼亞行省之中心，阿拉伯人称之为「Dabil」。
尽管亚美尼亚为阿拉伯与拜占庭角力的战场，直至9世纪德温仍然繁华。自10世纪初起，频繁之地震及持续之战事致城市走向败落。于893年一次重大之地震中，城市遭摧毁，其70000居民中的多数随之而亡。
随1021年德莱木人之一次荡平式的突袭，德温遭到洗劫而为占贾的沙达德王朝（英語：Shaddadids）所据，被阿布尔-阿斯瓦尔·沙夫尔·伊本·法德尔（英語：Abu’l-Aswar Shavur ibn Fadl）统治。此人于1040年代后半段成功抵挡三次拜占庭的进攻。
1064年塞尔柱人占据德温。沙达德朝以塞尔柱臣属身份继续统管此城，至1173年城市为格鲁吉亚国王乔治三世所陷而止。1201年至1203年，于塔玛尔女王治下城市复归格鲁吉亚统治。1236年，德温彻底为蒙古人所毁灭。
德温为服役于塞尔柱人的库尔德将领纳伊姆·阿-丁·阿尤布（英語：Najm ad-Din Ayyub）及谢尔库赫的出生地；纳伊姆·阿-丁之子即为开创阿尤布王朝的萨拉丁。萨拉丁本人生于伊拉克提克里特，然其家族自古城德温出身。

## 圣格列高利主教座堂

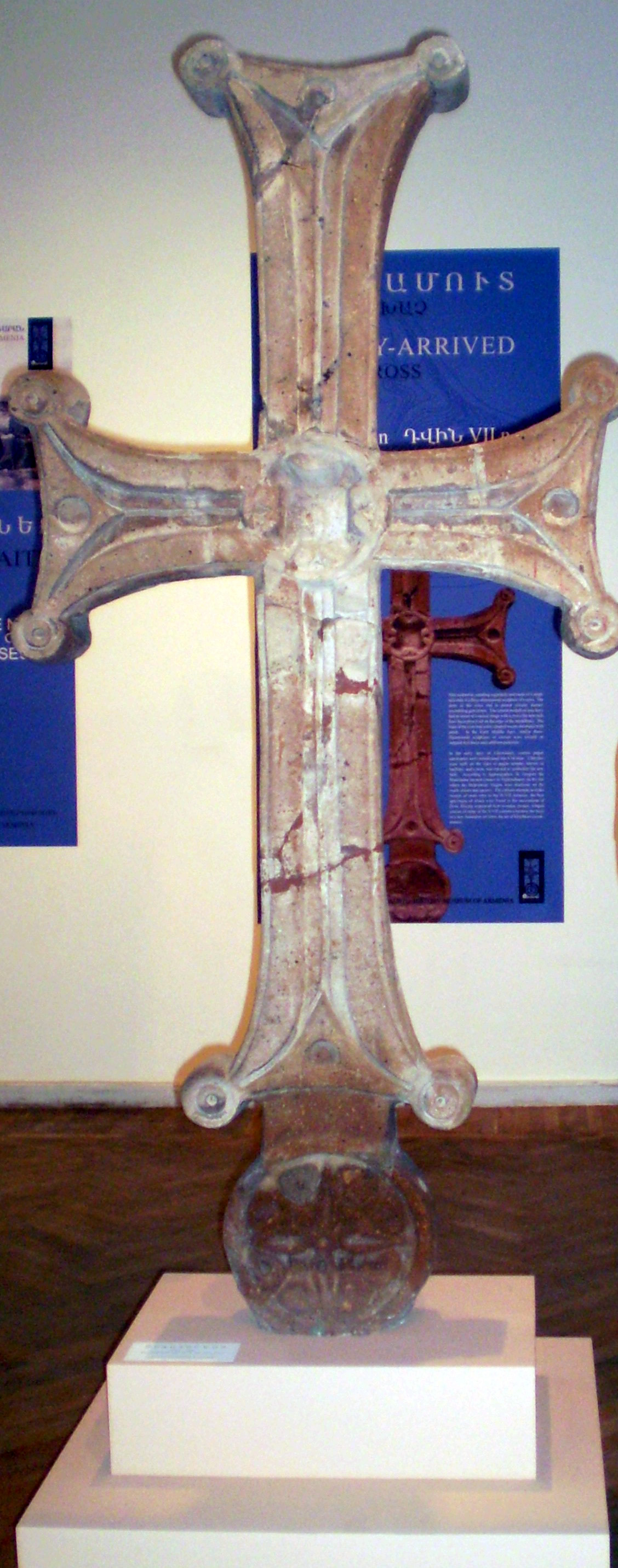
自德温遗址中发掘出的2米长十字架

居于古城之中央广场者即为圣格列高利主教座堂。其本建于3世纪，为一三中殿式异教寺庙，有7对内部之结构支撑物。此庙于4世纪改建为基督教堂，采巴西利卡式，带一五面之后殿，显著突出于其东侧。5世纪中叶一外设之带拱廊走道加于先存之构筑中。此座堂建造之时为亚美尼亚之最大者，计其大小为30.41米乘58.17米。
建筑内外皆缀以富丽的装饰。柱首饰以藤蔓状浮雕，檐板则以三股交错之绳索的设计雕刻。堂内的地板以多彩而色调柔和的马赛克面板拼成几何图样，后殿之地板则于7世纪以较之更小的石砖马赛克饰之。后殿之马赛克表现童贞女馬利亞，是为亚美尼亚最古之表现马利亚的马赛克。至7世纪中叶，座堂改建为十字形带穹顶教堂，其后殿亦突出于侧立面。而20世纪之考古发掘中清出的石造基础即为此座堂至今所遺的全部遗迹。
|  |  |

### 脚注
1. ↑  萧德荣;  et al (编). . 北京: 知识出版社. 1988: 316. ISBN 7-5015-0169-6.
2. ↑  Garsoïan, Nina G. . Kazhdan, Alexander  (编). . 纽约、牛津: Oxford University Press: 665–666. 1991  [2020-12-06]. ISBN 978-0-19-504652-6. （原始内容存档于2020-10-23）.
3. 1 2  施玉宇; 高歌; 王鸣野 (编). . 列国志. 北京: 社会科学文献出版社. 2005: 30, 147. ISBN 7-80190-760-4.
4. ↑  . UNESCO.   [2020-12-06]. （原始内容存档于2021-02-25）.
5. ↑  据5世纪史学家拜占庭的法夫斯托斯所述
6. ↑  Chaumont 1986，第418-438頁
7. ↑  van Lint 2018
8. 1 2 3  Kettenhofen 1996
9. 1 2  The Editors of Encyclopaedia Britannica (编). . Encyclopaedia Britannica. 2009-01-28  [2020-12-08]. （原始内容存档于2020-08-06）.
10. ↑  Adalian, Rouben Paul. . Scarecrow Press. 2010-05-13: 286. ISBN 978-0-8108-7450-3.
11. ↑  Walker, C.  2. 伦敦: Routledge. 1990: 28.
12. ↑  Ambraseys, N.N.; Melville, C.P. . Cambridge Earth Science Series. Cambridge University Press. 2005: 38  [2020-12-06]. ISBN 978-0-521-02187-6. （原始内容存档于2023-12-28）.
13. ↑  Ter-Ghewondyan 1976，第120頁
14. ↑  Ter-Ghewondyan 1976，第122頁
15. ↑  Minorsky, 1977 & pp. 53–56, 59–64
16. ↑  Adalian, Rouben Paul. . Lanham, Maryland: Scarecrow Press. 2010: 288. ISBN 978-0-8108-7450-3.
17. ↑  Lyons, Malcolm Cameron; Jackson, David Edward Pritchett. . Cambridge University Press. 1982: 2.
18. 1 2  Kleinbauer, W. Eugene. . The Art Bulletin. 1977, 59 (1): 129.
19. ↑  Edwards, Robert W. . Finney, Paul Corby  (编). . 大急流城: William B. Eerdmans Publishing. 2016: 446. ISBN 978-0-8028-9016-0.
20. ↑  Khalpakhchian, O. . 莫斯科: Iskusstvo Publishers. 1980  [2020-12-06]. （原始内容存档于2020-07-28）.
21. ↑  Kiesling, Brady; Kojian, Raffi. . .   [2020-12-06]. （原始内容存档于2020-10-17）.

### 图书资源
- Vardanyan, Sergey. . Yerevan: Apolon. 1995: 109–121. ISBN 5-8079-0778-7.
- Harutyunyan, V. . Academy of Sciences of Armenian SSR. 1947.
- Chaumont, M. L. . : 418–438. 1986  [2020-12-06]. （原始内容存档于2018-12-10）.
- Kettenhofen, Erich. . : 616–619. 1996  [2020-12-06]. （原始内容存档于2021-01-18）.
- Minorsky, Vladimir. . 剑桥: Cambridge University Press. 1977 [1953]  [2020-12-06]. ISBN 0-521-05735-3. （原始内容存档于2015-10-19）.
- Ter-Ghewondyan, Aram. . 由Nina G. Garsoïan翻译. 里斯本: Livraria Bertrand. 1976 [1965]. OCLC 490638192.
- van Lint, Theo. Nicholson, Oliver , 编. . 牛津: Oxford University Press. 2018. ISBN 978-0-19-866277-8.

## 参看
- 撒迦利亚一世 (亚美尼亚)（英语：Zacharias I of Armenia）